# Tiliacea aurago
Tiliacea aurago là một loài bướm đêm thuộc họ Noctuidae. Nó được tìm thấy ở châu Âu.
Sải cánh dài 27–32 mm. Con trưởng thành bay từ tháng 9 đến tháng 10 tùy theo địa điểm.
Ấu trùng ăn dẻ gai và Acer campestre.

## Hình ảnh

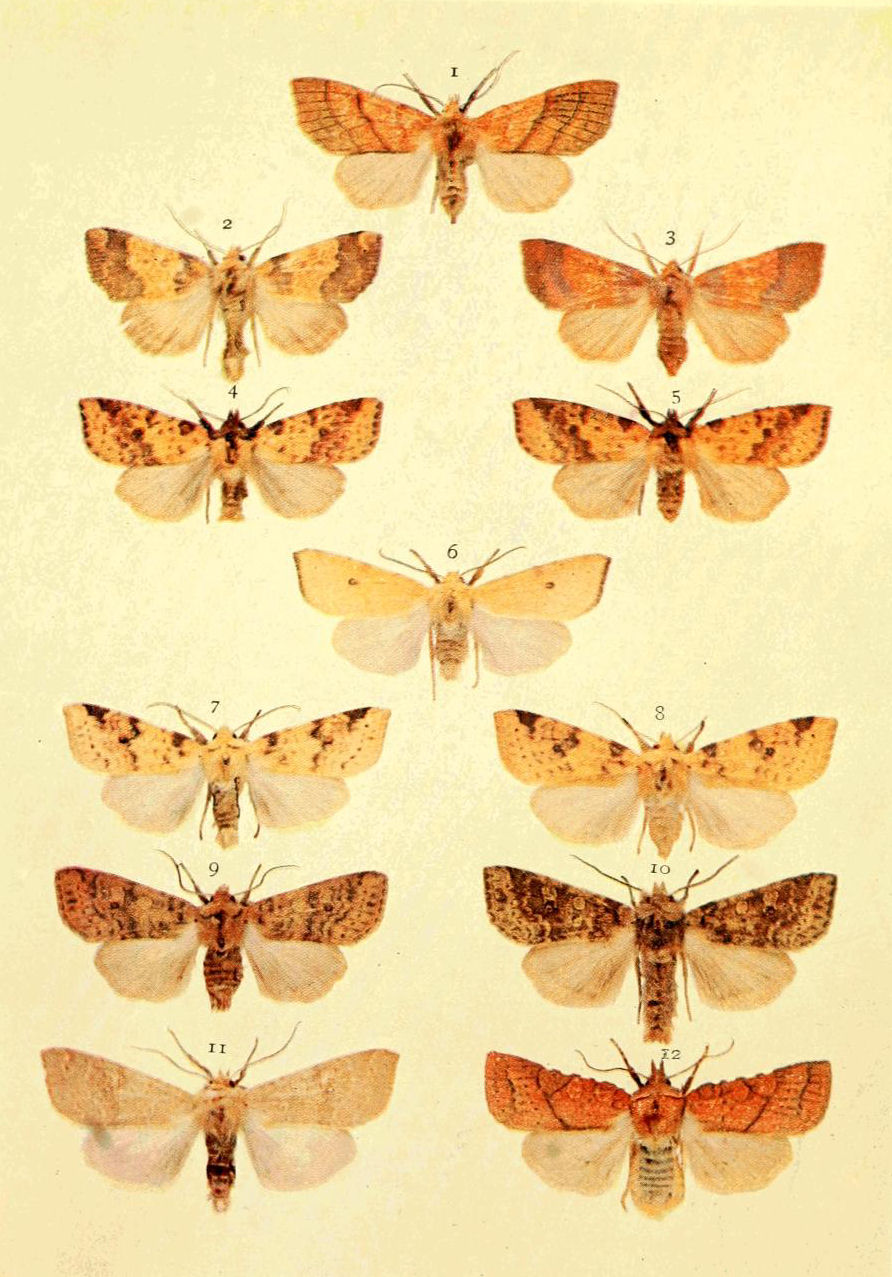